# Emergent Scientist
Emergent Scientist — міжнародний науково-дидактичний журнал відкритого доступу, який позиціонує себе як журнал, що допомагає студентам отримати перший досвід публікації. Журнал було створено 2016 року з ініціативи Французького фізичного товариства. Назву журналу можна приблизно перекласти українською як «постання вченого» або «вчений, що тільки виникає».
Основними авторами Emergent Scientist стали учасники Міжнародних турнірів фізиків, яким надається можливість безплатно (коштом оргкомітету турніру) опублікувати в журналі статті з розв'язками турнірних задач. Інші статті з фізики та математики також можуть бути опубліковані в журналі, але коштом авторів. Редакція зазначає, що статті не мають мотивуватися лише турніром, а мають бути цінні самі по собі. Не обов'язково, щоб статті були новаторськими, вони можуть навіть зосереджуватися на добре відомих явищах, але мають добре розкривати досліджувані проблеми з наукової та дидактичної точки зору.
Таким чином, журнал не потребує від статей наукової новизни і з цього погляду є радше дидактичним, ніж науковим. З другого боку, журнал висуває високі вимоги до якості подання матеріалу та наукової обґрунтованості висновків статей. У спеціальному розділі статей під назвою «dead ends» («тупики») авторам пропонується обговорити теоретичні підходи та експериментальні дослідження, результати яких виявилися невдалими.